# セネル・アエロナウティカ
セネル・アエロナウティカ(スペイン語: Sener Aeronáutica) はスペインのセネルグループに属する航空機メーカーである。1956年、フランコ政権下で設立され発電、宇宙開発、海洋開発を含む幅広い事業を手がける。グループはスペインの大学と連携する。
セネル・アエロナウティカはエアバス A400MのターボプロップエンジンであるTP400-D6の開発に参加しているインダストリア・デ・ターボ・プロパルゾレス(ITP)の主要な株主である。同時にユーロファイターのエンジンであるユーロジェット EJ200ターボファンエンジンの開発にも参加している。
セネルはスペインの主要な太陽エネルギー発電計画であるアンダソ1太陽発電とソーラー・テレス・パワー・タワーにも技術面で参加している。